# 시에라리온 대통령
시에라리온의 대통령은 시에라리온의 국가원수이자 정부수반이며, 또한 군 통수권자이다.
시에라리온 정부의 행정부 수반으로서 대통령은 의회에서 통과된 법을 시행한다. 대통령은 특히 의회의 입법부에서 대통령의 정당 구성원들에게 영향력을 행사한다. 대통령은 시에라리온 사법부의 판사를 임명하는데, 여기에는 고등법원, 상고법원, 대법원 판사들이 포함된다. 대통령은 의회의 승인을 받아야 하는 각료내각을 이끌게 된다. 대통령은 시에라리온 정부에서 가장 강력하고 가장 영향력 있는 사람이다. 시에라리온의 대통령은 공식적으로 각하로 불린다.

## 용어
대통령은 5년 임기의 국민투표로 선출된다. 그는 연임할 수 없더라도 최대 두 임기를 연임할 수 있다. 예를 들어 줄리어스 마다 비오 현 대통령이 2023년 퇴임할 경우 2028년 다시 출마할 수 있지만 2033년엔 영원히 퇴임해야 한다.

## 선거
대통령 후보자는 40세 이상, 영어를 말하고 읽을 수 있고, 정당의 일원이며, 의회에 선출될 자격을 갖춘 시에라리온 시민이어야 한다. 대통령 후보들은 한 라운드에서 당선되기 위해서는 최소한 55%의 표를 얻어야 한다. 55% 요건을 갖춘 후보가 없을 경우 1차 투표에서 가장 많은 표를 얻은 상위 2명의 후보 간 2차 결선 투표가 이뤄진다. 시에라리온의 현재 대통령은 줄리어스 마다 비오이다. 2018년 5월 12일 2018년 시에라리온 총선 결과가 발표된 지 3주 만에 줄리어스 마다 비오가 대통령에 취임했다.

## 거주지
시에라리온의 대통령직은 시에라리온의 수도인 프리타운의 타워 힐에 위치한 스테이트 하우스에 있다.
시에라리온의 대통령은 두 개의 관저를 가지고 있다. 첫 번째는 프리타운의 서쪽 끝에 있는 힐 역의 부유한 이웃에 위치한 스테이트 로지이고, 두 번째는 프리타운의 서쪽 끝에 있는 주바 힐의 부유한 이웃에 위치한 카바사 로지에 있다.
현 대통령 줄리어스 마다 비오는 힐 역에 있는 주립 숙소를 그의 관저로 사용하고 있다. 시에라리온의 전 대통령 아마드 테잔 카바는 그의 거주지로 스테이트 로지를 사용했다. 조지프 사이두 모모 전 시에라리온 대통령과 시아카 스티븐스 전 대통령은 주바 힐의 카바사 로지를 관저로 사용했다.

## 보안 및 보호
시에라리온의 대통령은 시에라리온 국군의 특수부대와 시에라리온 경찰대의 특수부대로 구성된 대통령 경호대에 의해 엄중한 경호를 받고 있다.